# El código 2.0
El código 2.0 es una actualización del libro del abogado y catedrático de derecho Lawrence Lessig El código y otras leyes del ciberespacio publicado en 2001 por la editorial Taurus. La edición en castellano de El Código 2.0, aparecida en 2009 de la mano de la editorial Traficantes de Sueños, es fruto de un proyecto de traducción cooperativa distribuida realizado por estudiantes de la Universidad de Málaga con la coordinación del profesor Florencio Cabello.

## Temática
El libro actualiza los contenidos desarrollados en El código y otras leyes del ciberespacio sobre el derecho en Internet. Aboga por conseguirlos mediante el uso masivo de software libre, material artístico Creative Commons y la liberación al dominio público de todo material protegido por derechos de autor lo antes posible. De la introducción del libro:

Por lo que respecta a la obra, quienes leyeran su primera versión coincidirán en que hace tiempo que alcanzó la categoría de clásico moderno sobre la tecnología y el ciberespacio, aunque sólo sea por la cantidad de veces que no se la cita al utilizar sus argumentos (prueba inequívoca de la condición adquirida). En este sentido, El código 2.0 brinda la oportunidad de (re)conocer el complejo y ambivalente territorio de las redes de comunicación digitales a través de una cartografía que mantiene intacto el carácter seminal del libro original (que supuso, sin ir más lejos, el preludio de la fundación de Creative Commons)...
Florencio Cabello

## Colaboración
Parte del libro se desarrolló en un wiki donde toda persona que quisiera podía realizar aportaciones. Dicho texto se congeló el 31 de diciembre de 2005, y Lessig lo editó para publicarlo.

## Colaboración para la edición en castellano
La  edición en castellano de El código 2.0, por Traficantes de Sueños, es fruto del trabajo de un grupo de investigación/traducción compuesto por  44 estudiantes de la Universidad de Málaga (UMA) y coordinado por el profesor de  Tecnología de la Comunicación Audiovisual de dicha universidad,  Florencio Cabello.
La  realización de este trabajo  de investigación y traducción se  materializa gracias a la apuesta de Lawrence Lessig por dar pie a un  proceso cooperativo y descentralizado de revisión de su obra original.
Debido  a su espíritu libre y abierto, Lessig inspira la creación de un  proyecto de traducción al castellano de su obra, así como la metodología  de trabajo adoptada para dicha labor. (Un wiki cooperativo en el que  alumnos y demás participaban activamente traduciendo, revisando o  corrigiendo).
Esta  metodología de trabajo descentralizado, colectivo y cooperativo, basado  en la granularidad gruesa o fina de cada uno de sus participantes,  impregnados por un deliberado espíritu animoso de crear con el único  beneficio de expandir el saber a cuántos más mejor,  es lo que  denominamos el Procomún.

## Publicación
El texto está publicado bajo una licencia Creative Commons Attribution-ShareAlike 2.5 y se puede descargar de su web oficial. También existe una edición en español de libre descarga.

## Otros trabajos
Del mismo autor destacan los libros libres Cultura libre, El futuro de las ideas y Remix. Este último ha sido publicado en castellano por la editorial Icaria. De su traducción se encargó de nuevo el grupo de investigación coordinado por Florencio Cabello, siguiendo la misma metodología que la utilizada en El código 2.0.